# Степаново (Дмитровский городской округ)
Степаново — деревня в Дмитровском районе Московской области, в составе городского поселения Яхрома. Население — 64 чел. (2010). До 1954 года — центр Степановского сельсовета. В 1994—2006 годах Степаново входило в состав Астрецовского сельского округа.

## Расположение
Деревня расположена в центральной части района, в 1,5 км на юго-запад от города Яхромы, в излучине правого берега реки Каменка (левый приток реки Яхрома), высота центра над уровнем моря 202 м. Ближайшие населённые пункты — Круглино и Животино в 1,5 км на восток, Муханки в 1,5 км на юго-восток.

## Уроженцы
- Кирьянов, Константин Андрианович (1920—1943) — лётчик-ас, старший лейтенант Рабоче-крестьянской Армии, участник Великой Отечественной войны, Герой Советского Союза.

## Население
| 2002 | 2006 | 2010 |
| ---- | ---- | ---- |
| 55   | ↘46  | ↗64  |

Степаново — родина Героя Советского Союза Константина Кирьянова.